# Anthias cyprinoides
Anthias cyprinoides är en fiskart som först beskrevs av Masao Katayama och Amaoka, 1986.  Anthias cyprinoides ingår i släktet Anthias och familjen havsabborrfiskar. Inga underarter finns listade i Catalogue of Life.